# Castle on the Hudson
Pour plus de détails, voir Fiche technique et Distribution.
Castle on the Hudson est un film américain réalisé par Anatole Litvak et sorti en 1940.
C'est le remake de Vingt mille ans sous les verrous (20,000 Years in Sing Sing), réalisé par Michael Curtiz en 1932.

## Synopsis
Un voleur est envoyé à la prison de Sing Sing. Sa petite amie voulant l'aider, se retrouve sous l'influence d'un avocat véreux, et pour lui échapper elle saute en marche d'une voiture.

## Fiche technique
- Titre : Castle on the Hudson
- Réalisation : Anatole Litvak
- Scénario : Seton I. Miller, Brown Holmes, et Courtney Terrett d'après le livre Twenty Thousand Years in Sing Sing de Lewis E. Lawes[3], ancien directeur de la prison de Sing Sing.
- Société de production : Warner Bros.
- Photographie : Arthur Edeson
- Musique : Adolph Deutsch
- Montage : Thomas Richards
- Genre : Film dramatique, Film policier, Film noir
- Durée : 77 minutes
- Dates de sortie: 
  - États-Unis : 11 février 1940

## Distribution
- John Garfield : Tommy Gordon
- Ann Sheridan : Kay
- Pat O'Brien : Warden Long
- Burgess Meredith : Steven Rockford
- Henry O'Neill : Procureur de district
- Jerome Cowan : Ed Crowley
- Guinn 'Big Boy' Williams : Mike Cagle
- John Litel : Chapelain
- Margot Stevenson : Ann Rockford
- Willard Robertson : Ragan
- Edward Pawley : Black Jack
- Adrian Morris (non crédité) : un prisonnier